# Interlínea (Costa Rica)
La Interlínea es un sistema de rutas intersectoriales que conecta distintos puntos del Área Metropolitana de San José, Costa Rica, sin tener que pasar por el centro de San José (Costa Rica). Estas trabajan de lunes a domingo de 05:00 h a 19:00 h y con una frecuencia de 15 minutos en horas pico y de 20 minutos en horas valle.
Su tarifa es de ⊄165 a ⊄380 y cada ruta posee de 2 a 19 unidades dependiendo de la ruta.
Actualmente, las rutas que están en funcionamiento son: Desamparados-Moravia (operada por Autotransportes Desamparados, Auto Transportes San Antonio, Consorcio Operativo del Este y Auto Transportes Moravia), Guadalupe-La Uruca (operada por Empresa Guadalupe, Auto Transportes Moravia, Coopana R.L. y Buses Ina Uruca y La Uruca-Escazú (operada por Buses Ina Uruca, Auto Transportes Pavas y Compañía de Inversiones La Tapachula.
Más tarde, el 15 de enero de 2015, iniciaron otras tres rutas: Guadalupe-La Valencia (operada por Empresa Guadalupe, Autotransportes Moravia y Coopana), Escazu-Hatillo (operada por Compañía de Inversiones La Tapachula  y Metrocoop-Transportes 205) y La Valencia-Santa Ana (operada por Transportes Unidos La 400, Transportes Fernando Zúñiga, Autobuses Barrantes Araya y Compañía de Inversiones La Tapachula )
Y luego, el 20 de noviembre de 2019 una dentro del Cantón de Desamparados: San Juan de Dios-Desamparados (operada por Autotransportes Desamparados y Lared).

## Rutas de Interlínea
Estas son las rutas de Interlínea:
Ruta I-1: Desamparados-Moravia
Ruta I-2: Guadalupe-La Valencia
Ruta I-3: La Uruca-Escazu
Ruta I-4: Guadalupe- La Uruca
Ruta I-5: La Uruca - Escazu
Ruta I-6: Santa Ana-La Valencia de Heredia
Ruta 1001: San Juan de Dios-Desamparados

## Historia
Interlínea fue impulsado en el 2000 por el gobierno de Costa Rica para descongestionar San José. Originalmente iniciarían operaciones en el 2008, pero el proyecto fue detenido por una serie de irregularidades. 
Se re-impulso en el 2013 debido a un hundimiento en la carretera No. 39 (Circunvalación) entre La Uruca y Hatillo. El 3 de octubre del 2013, iniciaron operaciones las rutas Desamparados-Moravia, Guadalupe-La Uruca y La Uruca-Escazú. Más tarde, el 15 de enero de 2015, iniciaron otras tres rutas: Guadalupe-La Valencia, Escazú-Hatillo y La Valencia-Santa Ana. Y después, el 20 de noviembre de 2019 inicio otra ruta dentro de Desamparados: San Juan de Dios-Desamparados

## Ventajas de Interlínea
La principal ventaja de Interlínea, es que se puede viajar de un punto del Área Metropolitana de San José a otro, sin pasar por el centro de San José.

## Consejos para viajar en Interlínea
- Los autobuses de las Interlíneas no están pintados de un mismo color, así que debe ver los rótulos en el parabrisas en los que se indica la ruta

- Si usted necesita usar dos rutas diferentes de las Interlíneas, deberá pagar en cada autobús que utilice.

- Los adultos mayores están exentos del pago de pasaje.

- Algunas paradas de Interlíneas se ubican donde ya existen las de autobuses regulares, pero otras no; así que debe identificarlas por los rótulos en carretera

- Los autobuses de las Interlíneas no poseen estaciones finales; siempre están en movimiento constante.

- Tome en cuenta la hora en que necesita llegar a su destino, pues en promedio el recorrido completo de cada ruta tarda entre 45 minutos y una hora

- Para saber la hora exacta de salida de buses y las paradas de las interlíneas, se puede usar la aplicación  Moovit  para sistemas Android, iOS y Windows Phone